# Три мушкетёра (киносериал, 1921)
«Три мушкетёра» (фр. Les Trois Mousquetaires) — немой фильм-сериал 1921 года, снятый французским писателем, актёром, продюсером и режиссёром Анри Диаман-Берже.

## История создания
В конце 1920 года режиссёру пришла в голову идея снять крупнобюджетное зрелищное кино по книге Александра Дюма.
Студия «Патэ» пошла на большой риск, доверив молодому режиссёру (Анри Диаман-Берже в то время было всего 27 лет) проект с колоссальным бюджет в 2,5 миллионов франков. Сотни статистов, великолепные натурные съёмки в Перуже, Шанонсо и Шартре. Лента первоначально включала в себя 12 одночасовых серий, каждая из которых демонстрировалась в кинотеатрах всю неделю. После чего её сменяла следующая (предыдущую тоже можно было посмотреть в других залах), и так 12 недель. После этого сериал шёл в прокате ещё долгие месяцы. Картина добилась серьёзного успеха: студия Пате не только вернула вложенные деньги, но получила огромную прибыль.
Критика также приняла картину положительно, но с такой оценкой не согласился режиссёр Андре Антуан, охарактеризовавший Диамана-Берже как «пройдоху», который испортил одну из самых прекрасных повестей, какие существуют, явным дурным вкусом, банальной постановкой, несообразностями, которые были замечены даже широкой публикой. Диаман-Берже не остался в долгу, отметив, что студия предпочла в качестве режиссёра именно его, а не Антуана и особо подчеркнув то, что фильм имел большой успех у публики.
Советский критик Стефан Мокульский писал, что экранизация не представила ничего нового по сравнению с сериалами Луи Фейада «Фантомас» и «Жюдекс». Также по оценке Мокульского, «Многочисленные поединки, погони и кавалькады вставлялись в эффектную историческую рамку с пышными декорациями, бутафорией и костюмами, и всё это производило неотразимое впечатление на зрителей…». По предположению критика, большое значение в успехе фильма сыграл удачный выбор на главную роль актёра Эме Симона-Жирара.

## Восстановление
Долгие годы фильм считался утраченным во время Второй мировой войны, но в 1995 году английскую копию неожиданно обнаружил внук режиссёра, Жером Диаман-Берже, который вместе с сыном Гийомом и взялся за его восстановление. Работа включала в себя, прежде всего, цифровое кодирование всех 14 серий. Кроме того, были убраны все надписи между эпизодами (что значительно сократило длину фильма). Рассказ от автора идёт закадровым текстом. А диалоги выполнены в виде субтитров, которые в то время не умели делать (прямая речь героев также выносилась на отдельный чёрный кадр). Особая роль отводилась музыке. Оригинальный саундтрек для картины написал известный композитор Греко Касадесус. Кроме музыки добавлены также некоторые звуковые эффекты (например, стук лошадиных копыт, скрип открываемой двери и т. д.) В 2001 году состоялась долгожданная премьера восстановленной версии на канале Cineclassics. Восстановленный вариант состоит из 14 серий по 26 минут каждая.

## Содержание сериала
Гостиница в Менге
Д’Артаньян направляется в Париж, чтобы стать мушкетёром. Его путь лежит через Менг, где он предотвращает попытку захвата любовника королевы герцога Бекингема
Мушкетёры де Тревиля
Д’Артаньян становится мушкетёром
Белошвейка из Лувра
С подачи кардинала Ришельё галантерейщик Бонасье начинает шпионить за своей женой Констанцией — служанкой и доверенным лицом королевы Анны
Ради чести Королевы
Анна Австрийская оказывается в безвыходном положении после того, как Ришельё становится известным факт передачи ею алмазных подвесок — подарка короля — герцогу Бекингему. Мушкетёры отправляются в Лондон, чтобы вернуть подвески
Алмазные подвески 1, 2
Агент Ришельё миледи де Винтер добирается до Англии раньше мушкетёров. Ей удаётся завладеть подвесками. Д’Артаньян, единственный из мушкетёров, кому удалось достичь английских берегов, пытается сорвать замысел кардинала
Бал в Ратуше
Королева в полном отчаянии ожидает надвигающийся скандал. Но Д’Артаньян успевает вовремя
Павильон Д’Эстре
Рошфор предлагает отомстить гасконцу, похитив его возлюбленную, Констанцию Бонасье
Победы Д’Артаньяна
Д’Артаньян раскрывает тайну миледи. В это время начинается война между Францией и Англией
Гостиница «Красная Голубятня»
Все четверо мушкетёров участвуют в осаде Ларошели. Они не знают, что кардинал и миледи вынашивают план их гибели
Совет мушкетёров
После сражения мушкетёры оправляют письмо к лорду Винтеру, в котором сообщают ему о предательстве миледи
Заключенная миледи
Лорд Винтер заточает миледи в своем замке. Однако, ей удаётся совратить приставленного к ней офицера Фелтона. Последний помогает миледи бежать и по её наущению убивает герцога Бекингема
Бетюнский монастырь
В Бетюне миледи встречается с Констанцией Бонасье и жестоко мстит Д’Артаньяну
Месть мушкетёров
Но и миледи ждет возмездие от руки четырёх мушкетёров…

## Интересные факты
- Первая в истории немого кино полная экранизация романа Александра Дюма
- Первый в истории кино многосерийный фильм (сериал)
- Самая дорогостоящая лента немого кино

## В ролях
| Актёр              | Роль                     |
| ------------------ | ------------------------ |
| Эме Симон-Жирар    | Д’Артаньян               |
| Анри Роллан        | Атос                     |
| Шарль Мартинелли   | Портос                   |
| Пьер де Гинган     | Арамис                   |
| Анри Боден         | Рошфор                   |
| Жанна Декло        | королева Анна            |
| Эдуард де Макс     | кардинал Ришельё         |
| Клод Мерель        | Миледи Де Винтер         |
| Жермена Ларбадриер | герцогиня де Шеврез      |
| Поль Юбер          | Джон Фелтон              |
| Пьеретт Мадд       | Констанция Бонасье       |
| Жан Жоффре         | месье Жак-Мишель Бонасье |
| Шарль Дюллен       | отец Жозеф               |